# 李祖光
李祖光，字慈东，河南林县人，清朝政治人物。

## 生平
同治元年（1862年）壬戌科进士，选翰林院庶吉士。散馆改主事，官户部主事。

## 家族
子李见荃，光绪进士，民国初年曾任总统府顾问。